# Степановське сільське поселення (Верхньокетський район)
Степа́новське сільське поселення (рос. Степановское сельское поселение) — сільське поселення у складі Верхньокетського району Томської області Росії.
Адміністративний центр — селище Степановка.
Населення сільського поселення становить 2048 осіб (2019; 2348 у 2010, 2405 у 2002).

## Склад
До складу сільського поселення входять:
| Населений пункт        | Населення, осіб (2002) | Населення, осіб (2010) |
| ---------------------- | ---------------------- | ---------------------- |
| Максимкин Яр, присілок | 20                     | 4                      |
| Степановка, селище     | 2385                   | 2344                   |